# Hemicordulia ogasawarensis
Hemicordulia ogasawarensis es una especie de libélula de la familia Corduliidae.
Es endémica de Japón.